# Seelenwanderung (Film)
Seelenwanderung ist ein deutscher Fernsehfilm des deutschen Regisseurs Rainer Erler aus dem Jahr 1962 nach der gleichnamigen Parabel von Karl Wittlinger.

## Handlung
Deutschland in der Nachkriegszeit. Bum, der Freund des armen Schluckers Axel, findet nicht so richtig den Anschluss an die Wirtschaftswunderzeit der neuen Bundesrepublik. „Die Seele ist an allem schuld“, klagt er in angetrunkenem Zustand seinem Freund. Axel macht ihm den Vorschlag, die Seele einfach in einen Schuhkarton „rauszudenken“. Den Karton versetzt Bum dann für fünf Mark in einer Pfandleihe, und mit diesem Startkapital beginnt Bum einen rasanten, aber völlig seelenlosen Aufstieg zum Wirtschaftsboss. An seinen alten Freund Axel denkt er nicht mehr.
Nach seinem Tod steht Bum allerdings vor einem Problem, er kann nicht ins Jenseits, denn seine Seele fehlt. Er sucht seinen alten Freund Axel als Geist auf, der sich dann doch überreden lässt, sich auf die Suche nach dem Schuhkarton mit der Seele zu machen und sie dann freilässt.

## Kritik
„In Anlage und Form an mittelalterliche Mysterienspiele erinnernder Versuch einer heiter-nachdenklichen Auseinandersetzung mit den Licht- und Schattenseiten des deutschen Wirtschaftswunders; weitgehend gelungen und voller Ironie.“

## Sonstiges
Der dritte Spielfilm des ehemaligen Regieassistenten Rainer Erler lief nach seiner Erstausstrahlung in der ARD am 2. Oktober 1962 neun Wochen im legendären „Münchner Studio für Filmkunst“ und anschließend über einen Zeitraum von mehr als zehn Jahren in weiteren deutschen Programmkinos.

## Auszeichnungen
- 1964: Dibelius Preis bei der IFF, Berlin
- 1964: Ernst Lubitsch-Preis
- 1964: Goldene Nymphe auf dem Festival von Monte Carlo
- 1964: Prix Italia, Verona